# Hylténs Metallvarufabrik

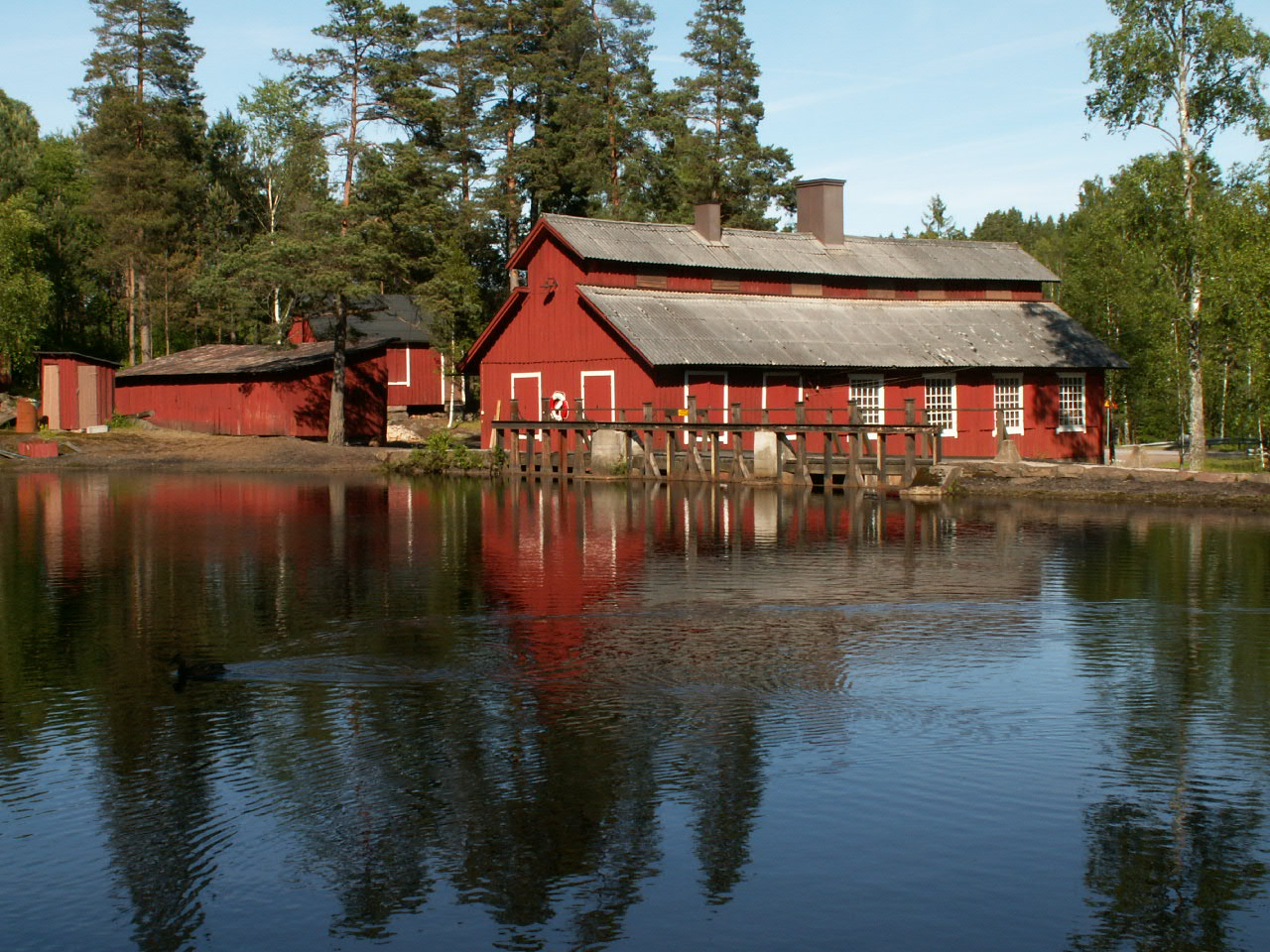
Gjuteriet vid Hylténs Metallvarufabrik.

Hylténs Metallvarufabrik är ett industriminne och arbetslivsmuseum i Gnosjö i Småland.
Metallvarufabriken är i dag ett levande industrimuseum. 2005 utnämndes den till årets industriminne av Svenska Industriminnesföreningen.

## Historia
Johan Edvard Hyltén började att tillverka olika metallföremål,   fotogenlampor, börsar med mera på fädernegården Hyltan. Hans högkvalitiva produktion belönades med både en silver- och en bronsmedalj på Stockholmsutställningen 1897.
Maskindriften elektrifierades i slutet av 1890-talet och verksamheten gynnades påtagligt när järnvägen drogs förbi Gnosjö 1902.
Företaget expanderade, men efter en förödande brand 1914 flyttades verksamheten till Gåröström, där fabriken ligger än i dag. Den nya fabriken ritades av J.E. Hylténs son John. Även Johns bror Paul involverades och sönerna kom senare att överta företagets drift och ledning.
Fram till andra världskriget hade Hylténs en stor produktion av båtbeslag och brandarmatur. Efter kriget mattades verksamheten av och nyinvesteringarna begränsades.
Som mest hade företaget 42 anställda.
När fabriken lades ner 1974 hade industrimiljön knappt förändrats sedan början på 1900-talet

## Byggnadsminne
Industribyggnaderna nordväst om landsvägen har förklarats som byggnadsminne. Fabriksbyggnaderna från första världskriget och senare med maskinell utrustning huvudsakligen  från tiden före 1930, speglar på ett utmärkt sätt  sin tids och Gnosjöbygdens industriverksamhet.